# آزیدوسیلین
آزیدوسیلین(به انگلیسی: Azidocillin) گونه ای از پنی سیلین است.